# Carnivores: Ice Age
Carnivores: Ice Age (укр. Хижаки: Льодовиковий період) — відеогра 2000 року в жанрі шутер від першої особи, розроблена українською компанією Action Forms і видана WizardWorks для Microsoft Windows. Це третя гра в серії Carnivores. На відміну від попередніх ігор, в яких гравець повинен полювати на динозаврів, Carnivores: Ice Age дозволяє гравцеві переслідувати великих кайнозойських тварин, таких як мамонти й шаблезубі коти. У 2011 році гру було портовано на пристрої iOS та Android компанією Tatem Games, а також на PlayStation Portable компанією WizardWorks.

## Сюжет
Історія гри повторює події, що відбувалися в попередніх частинах, де земна корпорація здійснила покупку прав на планету FMM UV-32, на якій мешкали динозаври, і заснувала DinoHunt — компанію, яка пропонує клієнтам полювання на цих велетнів. Крім того, вчені виявили тварин льодовикового періоду, що проживають в арктичних регіонах FMM UV-32, і створили окрему програму полювання на цю дичину.

## Ігровий процес
Carnivores: Ice Age — шутер від першої особи, в якому гравець може полювати на 10 тварин, включаючи діатриму (гасторнис), мегалоцероса, смілодона та шерстистого носорога. Зброя включає пістолет, гвинтівки, дробовики та арбалет. Під час полювання можна використовувати такі аксесуари, як камуфляж, запахи прикриття та радар, але їх використання зменшує загальний результат гравця. Гра складається з п'яти рівнів, кожен з яких має різноманітні ландшафти та істот.

## Тварини
- Бронтотері
- Кабан
- Жахливий вовк
- Волохатий Носоріг
- Гасторніс
- Індрикотерій
- Дедікурус
- Мегатерій (майбутній)
- Смілодон
- Титаніс
- Мамут
- Гієнодон
- Ендрюзарх
- Печерний ведмідь
- Єті
- Свиня
- Археоптерикс